# Låt mig gå
Låt mig gå (franska: Laissez-moi) är en fransk dramafilm från 2023. Filmen är regisserad av Maxime Rappaz som även skrivit manus tillsammans med Florence Seyvos och Marion Vernoux.
Filmen hade biopremiär i Sverige den 19 juli 2024, utgiven av Njutafilms.

## Handling
Filmen kretsar kring Claudine som är en medelålders sömmerska som bor med sin vuxna rullstolsburna son. Claudine kämpar för att ge honom ett så bra liv som möjligt och lägger inte mycket tid på sig själv. En dag i veckan tar hon sig till ett hotell där hon har anonymt sex med män på genomresa.

## Rollista (i urval)
- Jeanne Balibar – Claudine
- Thomas Sarbacher – Michaël
- Pierre-Antoine Dubey – Baptiste
- Véronique Mermoud – Chantal
- Alexia Hébrard – Sylvie
- Marie Probst – Annette
- Alex Freeman – engelsmannen